# Puchar Lavera 2024
Puchar Lavera 2024, ang. The 2024 Laver Cup – siódma edycja międzynarodowego drużynowego turnieju tenisowego o Puchar Lavera, która odbyła się w dniach 20-22 września 2024 roku w Uber Arenie w Berlinie w Niemczech.
W turnieju wzięło udział dwunastu zawodników, podzielonych na Drużynę Europejską i Drużynę Światową, a funkcję kapitanów pełnili po raz ostatni Björn Borg i John McEnroe.

## Okoliczności i przebieg turnieju
22 czerwca 2022 ogłoszono, że Berlin został wybrany gospodarzem turnieju o Puchar Lavera w 2024 roku.
8 listopada 2023 hiszpański tenisista Carlos Alcaraz potwierdził swój pierwszy udział w rozgrywkach w edycji 2024.
8 lutego 2024 do Drużyny Europejskiej dołączyli Daniił Miedwiediew i Alexander Zverev.
11 kwietnia podano nazwiska pierwszych uczestników turnieju z Drużyny Światowej; zostali nimi: Alex de Minaur, Taylor Fritz i Tommy Paul.
22 kwietnia swój udział zapowiedział powracający po wielomiesięcznym leczeniu kontuzji Rafael Nadal.

## Uczestnicy turnieju

### Drużyna Europejska
- Kapitan:  Bjorn Borg
- Zastępca kapitana:  Thomas Enqvist

| Tenisista          | Ranking ATP | Wyniki w Pucharze Lavera          |
| Carlos Alcaraz     |             | debiut                            |
| Rafael Nadal       |             | zwycięstwo 2017, 2019             |
| Daniił Miedwiediew |             | zwycięstwo 2021                   |
| Alexander Zverev   |             | zwycięstwo 2017, 2018, 2019, 2021 |

### Drużyna Światowa
- Kapitan:  John McEnroe
- Zastępca kapitana:  Patrick McEnroe

| Tenisista      | Ranking ATP | Wyniki w Pucharze Lavera |
| Taylor Fritz   |             | zwycięstwo 2022, 2023    |
| Alex de Minaur |             | zwycięstwo 2022          |
| Tommy Paul     |             | zwycięstwo 2023          |